# Medveczky Ilona
Medveczky Ilona Mária Erzsébet Teréz (Budapest, 1941. március 4. –) magyar táncművész, színésznő, érdemes művész, a Halhatatlanok Társulatának örökös tagja.

## Életműve

### Származása, gyermekévei
1941-ben született Medveczky Dezső lakatossegéd és Jakab Mária egyetlen lányaként Budapesten. Apai részről a nemes medvecei és kisbisztercei Medveczky család egyenesági leszármazottja[forrás?].
A kőbányai MÁV-lakótelepen (X. kerület) nőtt fel szegény körülmények között. Hétéves korától az Állami Balettintézetben tanult, ahol Hidas Hedvig volt a tanítója. Az iskola ingyen ellátás mellett statisztaszerepet biztosított számára az Erkel Színházban, ahol többek között Wagner-operákban volt látható. 18 évesen érettségizett le, és szerezte meg táncművészeti diplomáját: vizsgaelőadása a Két világ és A diótörő Pas de trois jelenete volt.

### Karrierje, külföldi útjai
1960-ban Eck Imre és Téri Tibor a frissen szerveződő Pécsi Baletthez leszerződtette az Állami Balett Intézetben (ÁBI) akkor végző Medveczky Ilona teljes osztályát. Párja ekkor Blumenthal Antal volt (aki később Koós Olga magyar színésznő férje és az MTK technikai vezetője lett). Azonban Eck Imrével, a koreográfusával való egyet nem értés miatt otthagyta a társulatot, és felutazott a szintén alakulófélben lévő Tarka Színpadhoz, ami során Klapka Györggyel Balogh Edinával, illetve Bogár Richárddal dolgozott együtt. Ez az időszak komoly állomás volt a művésznő számára, mivel itt ismerkedett meg a könnyű műfajjal, amelyre karrierjét is építette. Blumenthal Antal által ismerkedett meg Somogyi Jenővel, a Pannónia Éttermi és Büfé Vállalat igazgatójával, aki segített neki elhelyezkedni a Kamara Varietébe.
A revüt népszerűsítve Szovjetunión kívül az egész keleti blokkot bejárta: Kelet-Berlinben a Friedrichstadt-Palastban lépett fel. Ez időben magyar karrierjét egyengetve fellépett Budapest legillusztrisabb szórakozóegységeiben, mint a Maxim Varieté, a Béke-kupola, az Éden Bár, a Casanova Bár, a Lido Casino, és nem utolsósorban a Moulin Rouge. Utóbbiban fedezte fel egy NSZK-ból való impresszárió, aki kivitte őt Nyugat-Berlinbe, és akinek a segítségével leforgatta 1971-ben első önálló filmjét Die Träume der Ilona Medveczky címmel. Ez alatt az idő alatt kapta meg az egyik frankfurti harisnyagyáros rajongójától, Ignaz Gotsinkitől a Tállya utcai otthonát, mely korábban a gróf nagykárolyi Károlyi-család vadászkastélya volt, illetve ebben a korszakában lépett fel a bécsi Imperialban is, ahol Rökk Marikával és Josephine Bakerrel lépett fel egy színpadon.
Amellett, hogy Magyarország legkeresettebb revütáncosnőjévé vált, megkezdődött idehaza is a filmes pályája és szerepet kapott az Egy magyar nábob (1966), A veréb is madár (1968) és Az oroszlán ugrani készül (1969) című filmekben. A veréb is madár című filmbe a legenda szerint Ford Thunderbirdje miatt szerződtették le, amiért korábban egy évig dolgozott Frankfurt am Mainban: a rendezők a kocsitól a film népszerűségét várták.
Házassága után (1974) megnyílt számára a nyugati blokk is, fellépett Las Vegas-i Tropicana szálloda bárjában, Los Angelesben, New Yorkban. Példaképe Juliet Prowse Las Vegas-i táncosnő volt. Elsősorban a szüleinek, másodsorban pedig hazájának akart bizonyítani.
Újabb fontos állomás volt életében 1980, amely évben leforgatták főszereplésével Magyarország első one-man showját Én csak táncolok címmel. A revüfilmben Magyar Állami Operaház Balettkara, a Fővárosi Operettszínház Tánckara, a Magyar Néphadsereg Művészegyüttesének táncosai és a Pécsi Balett táncművészei működtek közre, illetve zeneileg Máté Péterrel kollaborált. Az 51 perces film rendezője és forgatókönyvírója Bednai Nándor volt. Mialatt a stáb a Montreali Filmfesztivál díjátadón vett részt, addig Medveczky Ilona a Magyar Televízió jóvoltából Nívó-díjban részesült. Ekkor ismerkedett meg későbbi élettársával, dr. Nagy Richárddal, az MTV elnökével.
1983-ban forgatták le második revüfilmjét Medveczky Ilona és vendégei címmel a Budai Parkszínpadon. A 66 perces filmben 9 műfajban táncolt, és olyan prominens művészek szerepeltek a filmben, mint Bessenyei Ferenc, Paudits Béla, Vámosi János, Záray Márta, Kishonti Ildikó, Dobsa Sándor, Gaál Gabriella, Madarász Katalin, vagy Laklóth Aladár. A filmet az előzőhöz hasonlóan Bednai Nándor rendezte.

### Kapcsolatai
Állítása szerint 1974. február 24-én[forrás?] ment feleségül a Bécsben élő Wilhelm Alexander von Thurn und Taxis (1919–2004) osztrák herceghez, a házasságot a XII. kerületben kötötték meg. „1974-ben mentem férjhez, 42 éve vagyok hercegné. A világ ötödik leggazdagabb családjába házasodtam, 36. hercegné lettem a világon", állította ezt egy 2016-ban kelt interjúban – a család anyagi helyzetét érintő megállapítása valószínűleg az 1974-es statisztikákra vonatkozik, továbbá a család csupán apanázst fizetett a bohém hercegnek. A közhiedelemmel ellentétben a művésznő fizetett a házasságért az egyébként homoszexuális vagyontalan hercegnek, hogy ő a házasságuk által megigényelhesse az osztrák állampolgárságot, ami számára a Nyugatra való szabad utazás lehetőségét nyújtotta. A pár az ezredforduló után vált el egymástól a Thurn und Taxis család jóvoltából, ugyanis a herceg romló egészségi állapota miatt családja tartott a lehetőségtől, hogy a művésznő igényt tart férje örökségére. Ezután a kapcsolat megszakadt a két fél között, a herceg 2004-ben hunyt el. Így emlékezett rá: „Egy nagyon érdekes ember volt: 12 nyelven beszélt. A tipikus kékvérű arisztokrata módján egy sétabottal, nyúlt aggyal, borzasztó kenetteljesen ment, és fiúkat tartott el".
1982-től dr. Nagy Richárd (1928–2009) élettársa volt, aki 1974 és 1983 között a Magyar Televízió elnöke volt. A férfi ekkor már nős volt, családi tragédiái miatt hagyta el feleségét és gyermekeit a művésznőért. Bár harmonikus kapcsolatuk volt, huszonöt évig abszolút monogámiában éltek. Szerettek volna gyermeket, de a művésznő nőgyógyászati problémái miatt nem eshetett teherbe. Az előző családjával való konfliktusról a magyar sajtó a férfi temetésekor gyakran cikkezett.
Az 1980-as években már igazi szexszimbólumként tartották számon rengeteg udvarlóval a háta mögött. Közülük a leghíresebb Szenes Iván volt, aki a halála előtt vallott szerelmet neki, illetve Hildebrand István, aki még a kezét is megkérte a művésznőnek.

### Napjainkban
1989-ben bekövetkezett rendszerváltás óta különféle társadalmi és médiaesemények állandó résztvevője.
1995-ben a Portik-Prisztás ingatlanvita egyik áldozatává vált. Nyugdíjazása után kezdett el foglalkozni televíziós produkciókkal.
2004-ben megkapta az Érdemes Művész díjat. Az új generáció a Szombat esti láz című műsorból ismeri, aminek két évadában is zsűrizett (2006, 2008). Szereplése, nem sokat takaró fellépőruhái megosztották a közönséget. A csatorna ezt követően elbocsátotta. Azóta csak ritkán, beszélgetős műsorokban szokott szerepelni, illetve különféle bulvárrovatokban. Éves vendége a Story Ötcsillag-díjátadónak, ahol extravagáns ruhái miatt gyakran okoz feltűnést. Rendkívül alacsony nyugdíját gyakran firtatja a média.
2009 óta egyedül él budai villájában. Gyakran titulálják kortalan nőnek, a revü koronázatlan királynőjének, valamint az ország első számú dívájának. Személyét számtalan legenda fonja át. Szenvedélye a kül- és beltéri építészet. Szabadidejében kertjét műveli, természetközeli életmódot folytat. Híresen komoly állatvédő: négy kutyája van. Kedvenc kutyafajtája a magyar kuvasz. Szeret egzotikus helyekre utazni, eljutott már többek között Acapulcóba, Floridába, Dubajba, Jamaicába, és számos más tengerentúli országba. Jól beszél németül és angolul, de megérti a spanyol, az olasz és az orosz nyelvet is.
2019-ben, a 20. Story-gálán kísérője és közeli barátja, Kóczián Tamás Csonka András élőbejelentkezésében kijelentette, hogy készülőfélben van a művésznő életrajzi könyve.

## Filmjei
- 1962 – Húsz évre egymástól (rendezte Fehér Imre).
- 1963 – Színészek a porondon (tévéfilm, rendezte Deák István)
- 1966 – Egy magyar nábob – Sára, a cigánylány (rendezte Várkonyi Zoltán)
- 1968 – A veréb is madár – Helén (rendezte Hintsch György)
- 1969 – Az oroszlán ugrani készül – Klauberg Éva (rendezte Révész György)
- 1971 – Kapaszkodj a fellegekbe! – Franciska (rendezte Szász Péter, Borisz Grigorjev)
- 1981 – Lukianosz: Hetérák párbeszédei (tévéfilm) színész
- 1981 – Én csak táncolok (tévéfilm) szereplő
- 1982 – Csak semmi pánik – Horváth Éva (rendezte Szőnyi G. Sándor és Bujtor István)
- 1982 – Amiről a pesti Broadway mesél… (magyar tévéjáték, tévéfilm)
- 1988 – A bikafejű szörnyeteg – Pallasz Athéné
- 1989 – Az aranygyapjú elrablása – Pallasz Athéné
- 1989 – Szindbád nyolcadik utazása – Anyakirálynő
- 2023 – Drága örökösök – A visszatérés – Lucia

## Díjai, elismerései
- MTV Nívó-díj (1982)
- Érdemes művész (2004)
- Magyar Jótékonysági Díj (2010)
- Örökös tag a Halhatatlanok Társulatában (2020)